# Eurotium xerophilicum
Eurotium xerophilicum är en svampart som beskrevs av Samson. Eurotium xerophilicum ingår i släktet Eurotium och familjen Trichocomaceae.   Inga underarter finns listade i Catalogue of Life.